# Samsung Galaxy A7 (2015)
Il Samsung Galaxy A7, chiamato A7 (2015) per distinguerlo dagli omonimi modelli usciti nel 2016, nel 2017 e nel 2018, è uno smartphone (per le dimensioni talvolta definito phablet) di fascia media prodotto da Samsung, facente parte della serie Samsung Galaxy A.

## Caratteristiche tecniche

### Hardware
Il Galaxy A7 è uno smartphone con form factor di tipo slate, misura 151 × 76,2 × 6,3 millimetri e pesa 141 grammi.
Il dispositivo è dotato di connettività GSM, HSPA, LTE, di Wi-Fi dual-band 802.11 a/b/g/n con supporto a Wi-Fi Direct ed hotspot, di Bluetooth 4.0 con A2DP, EDR ed LE, di GPS con A-GPS, GLONASS e BDS (solo in alcuni mercato), di NFC, di radio FM e di supporto ANT+. Ha una porta microUSB 2.0 ed un ingresso per jack audio da 3,5 mm.
Il Galaxy A7 è dotato di schermo touchscreen capacitivo da 5,5 pollici di diagonale, di tipo Super AMOLED con aspect ratio 16:9 e risoluzione Full HD 1080 × 1920 pixel (densità di 401 pixel per pollice), protetto da un vetro Corning Gorilla Glass 4. Il frame laterale è in alluminio ed il retro è in plastica. La batteria agli ioni di litio da 2600 mAh non è removibile dall'utente.
Il chipset è, in base alla versione, o un Qualcomm Snapdragon 615, con processo di produzione a 28 nanometri o un Exynos 5430 Octa. La memoria interna di tipo eMMC 4.5 o 5.0 è di 16 GB, mentre la RAM è di 2 GB.
La fotocamera posteriore ha un sensore CMOS da 13 megapixel, dotata di autofocus, modalità HDR e flash LED, in grado di registrare al massimo video Full HD a 30 fotogrammi al secondo, mentre la fotocamera anteriore è da 5 megapixel.

### Software
Il sistema operativo è Android, in versione 4.4.4 KitKat, aggiornabile ufficialmente fino ad Android 6.0.1 Marshmallow (sebbene non tutte le versioni abbiano ricevuto questo aggiornamento).
Ha l'interfaccia utente TouchWiz e l'assistente vocale S Voice.

## Commercializzazione
Il dispositivo è stato immesso sul mercato a inizio 2015.
Il blog a tema elettronica di consumo HDBlog ha valutato il Galaxy A7 8.6/10, mentre il sito GSMArena l'ha giudicato come un buon dispositivo, pur criticandone il costo rispetto all'hardware offerto, l'assenza di Android Lollipop di serie e il fatto che la batteria non sia removibile.

### Versioni
| Sigla             | Mercato           | Differenze                                |
| ----------------- | ----------------- | ----------------------------------------- |
| A700F             | EMEA              | Chipset Exynos                            |
| A700FD            | Malesia, Pakistan | Chipset Snapdragon                        |
| A700K A700S A700L | Corea             | Chipset Snapdragon                        |
| A7000 A7009 A700H |                   | Dual SIM, chipset Snapdragon, NFC assente |
| A700YD            |                   | Dual SIM, chipset Snadragon, NFC          |